# World Student Christian Federation
World Student Christian Federation (Ofte forkortet WSCF) er en international kristen studenterbevægelse stiftet i 1895. Organisationen er repræsenteret i Danmark gennem Økumenisk ungdom.